# Мис Куршум
„Мис Куршум“ (на английски: Miss Bala) е екшън трилър от 2019 г. на режисьорката Катрин Хардуик, адаптация на едноименния мексикански филм от 2011 г. Във филма участват Джина Родригес, Исмаел Крус Кордоба и Антъни Маки.
Филмът е пуснат в Съединените щати на 1 февруари 2019 г. от „Кълъмбия Пикчърс“. Филмът е касов провал, като печели едва 15,4 млн. долара в световен мащаб при бюджет от 15 млн. долара.